# Franz Kurtz
Franz Kurtz (* 10. Juli 1825 in Pier (Inden); † 1902 in Jülich) war ein deutscher Erfinder. Er erfand ein mechanisch betriebenes Dreirad.

## Leben
Die Eltern von Kurtz betrieben in Pier eine  Schmiede. Sohn Franz erlernte somit auch das Schmiedehandwerk. Zusätzlich erlernte er in Jülich das Stellmacherhandwerk. Dort machte er sich später auch selbstständig. In Jülich erfand er dann auch den Tretkurbelantrieb. 1847 fuhr er mit seinem „Tretomobil“ durch die Stadt. Das Dreirad hatte eine gekröpfte Welle zwischen den Hinterrädern. Durch zwei „Tretplatten“ wurde das Gefährt in Bewegung versetzt.
Mit dem Dreirad machte er auch größere Fahrten, z. B. nach Köln und nach Aachen zur Heiligtumsfahrt. Das waren für die damalige Zeit sehr große Entfernungen.
Das „Patent- und Technische Büro M. Brandt“ in Berlin gab 1867 eine Ehrenerklärung für Kurtz ab, wonach nicht Pierre Michaux, sondern Kurtz den ersten mechanischen Antrieb erfunden habe.
Da es damals noch keinen Patentschutz gab, blieb der Erfinder über seinen Heimatkreis hinaus unbekannt.
Bei der Weltausstellung in Antwerpen 1895 verkündete in der Abteilung Fahrräder ein großes Schild „Der erste selbständige Fahrer war der Stellmacher Franz Kurtz in Jülich“. Das Kurtzsche Fahrrad kam in das Jülicher Heimatmuseum, wo es beim Luftangriff vom 16. November 1944 unwiederbringlich verbrannte. Heute steht ein Nachbau im Museum in Jülich.

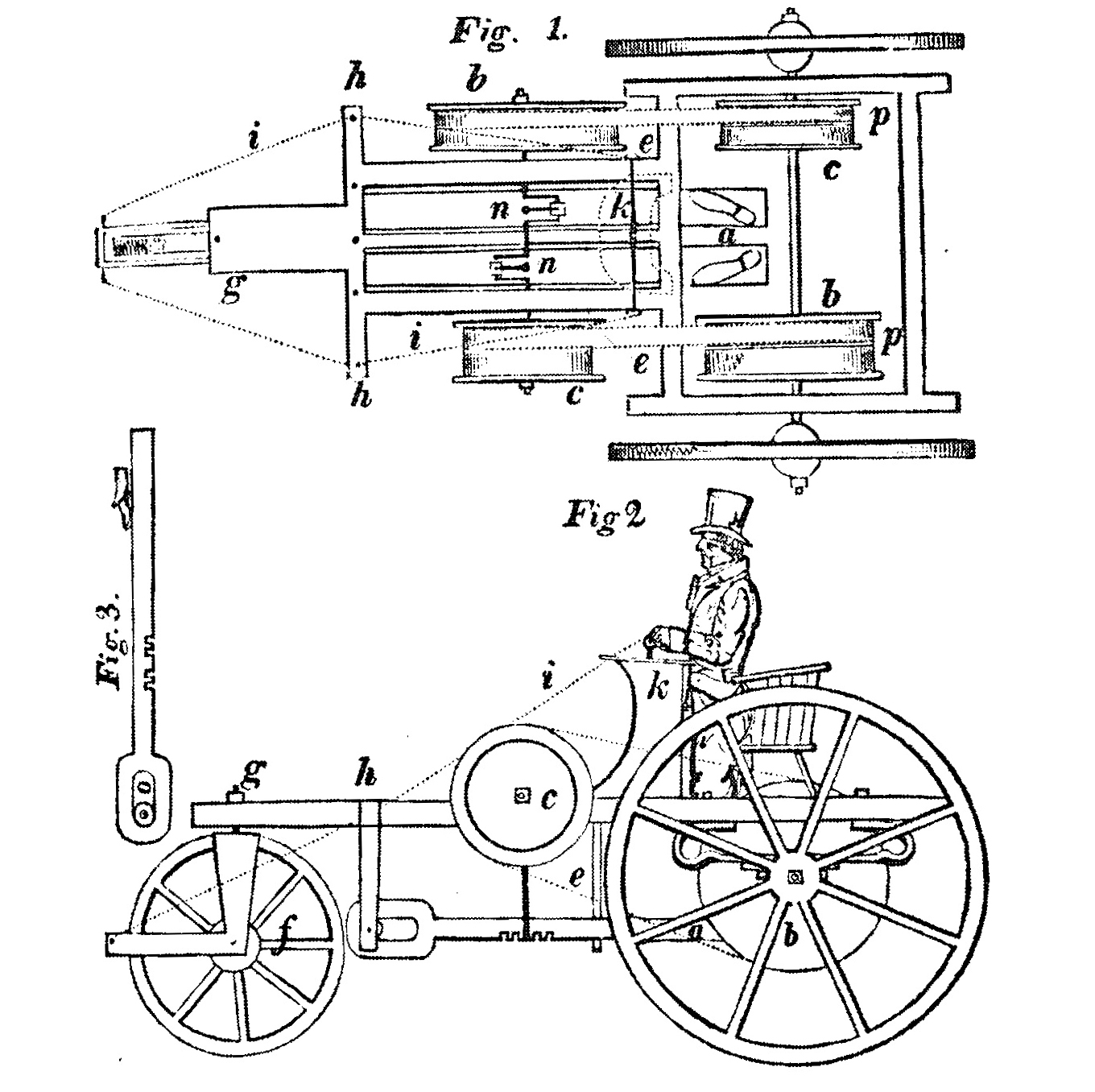
Kurbelbetriebens Dreirad von B. Smythe, Liverpool 1819

Es war dies ein typischer Fall von Unkenntnis der Technikgeschichte des Fahrrads, die erst seit zwei Jahrzehnten kritisch erforscht wird. Schon 1814 hatte die vierrädrige Fahrmaschine Zwei von Karl Drais eine gekröpfte Hinterachse, genauer -welle, in deren Ausbiegungen direkt mit den Füßen getreten wurde. Nach seiner Zweirad-Erfindung 1817 kehrten viele Mechaniker wegen der Balancierangst der Zeitgenossen zum standfesten Drei- oder Vierrad zurück. So gab es 1819 in England ein Damen-Dreirad „Pilentum“ mit Handantrieb oder den dreirädrigen „Facilitator“ des Geometers B. Smythe mit Fußantrieb über eine gekröpfte Vorgelegewelle. Angesichts dessen kann von einer Priorität des Franz Kurtz keine Rede mehr sein.